# Wiktorowo (gmina Gąsawa)
Wiktorowo – wieś w województwie kujawsko-pomorskim, w powiecie żnińskim, w gminie Gąsawa. Wieś leży nad jeziorem Ostrówieckim.
W latach 1975–1998 miejscowość należała administracyjnie do województwa bydgoskiego. Według Narodowego Spisu Powszechnego (III 2011 r.) liczyła 77 mieszkańców. Jest dziewiętnastą co do wielkości miejscowości gminy Gąsawa.